# Cao Bang (provincie)
Cao Bang (vietnamsky Cao Bằng) je vietnamská provincie na severu Vietnamu. Má okolo půl milionu obyvatel a rozkládá se při hranici s Čínou. Provincie je proslulá zejména vesnicí Pac Bo, blízko které se 7 týdnů v jeskyni skrýval vietnamský vůdce Ho Či Min po 30letém exilu před francouzskými kolonisty.

## Geografie
Obklopují ji provincie Ha Giang, Tuyen Quang a Bac Kan. Na severu sousedí s čínskou provincii Kuang-si. Žije zde kromě Vietnamců také významný počet obyvatel etnika Tay, kteří žijí také v Číně. Provincie je závislá na zemědělské produkci a na obchodu s blízkou Čínou.